# Liga dos Campeões Árabes de 2018–19
A Liga dos Campeões Árabes de 2018–19, oficialmente chamada de Copa  Zayed de 2018–19 (em árabe: كأس زايد للأندية الأبطال 2018–19; em homenagem ao 100 anos do nascimento do presidente Zayed, de Emirados Árabes Unidos) foi a 28ª edição do torneio de clubes de futebol do mundo árabe organizado pela UAFA.
O Espérance de Tunis eram os defensores do título, porém foram eliminados pelo Al-Ittihad Alexandria na primeira rodada. A final foi jogada no dia 18 de abril de 2019, em que o Étoile du Sahel derrotou o Al-Hilal por um placar de 2-1, conquistando seu primeiro título.

## Calendário
A programação é a seguinte.
| Fase                 | Rodada           | Data do sorteio        | Datas                                          |
| -------------------- | ---------------- | ---------------------- | ---------------------------------------------- |
| Fase de qualificação | Fase preliminar  | 24 de abril de 2018    | 5–9 de maio de 2018                            |
| Fase de qualificação | Play-off         | 24 de abril de 2018    | 17 – 24 de maio de 2018                        |
| Fase final           | Primeira rodada  | 24 de abril de 2018    | 31 de julho – 30 de dezembro de 2018           |
| Fase final           | Oitavas de final | 6 de outubro de 2018   | 27 de outubro de 2018 – 11 de dezembro de 2018 |
| Fase final           | Quartas de final | 17 de dezembro de 2018 | 26 de janeiro – 25 de fevereiro de 2019        |
| Fase final           | Semifinais       | 17 de dezembro de 2018 | 27 de fevereiro – 15 de abril de 2019          |
| Fase final           | Final            | 17 de dezembro de 2018 | 18 de abril de 2020                            |

## Equipes participantes
Devido ao anunciamento do novo formato da competição ter sido feito apenas depois do término da temporada 2016-17, a UAFA decidiu para essa edição do torneio que times seriam convidados a participar ao invés da qualificação mediante a perfomance na temporada anterior nos torneio domésticos.
| Fase de entrada | Fase de entrada | Equipes               | Equipes          | Equipes           | Equipes         |
| --------------- | --------------- | --------------------- | ---------------- | ----------------- | --------------- |
| Fase final      | Fase final      | Al-Nassr              | Al-Ittihad       | Al-Hilal          | Al-Ahli         |
| Fase final      | Fase final      | Al-Wasl               | Al-Jazira        | Al Ain            | Al-Shabab       |
| Fase final      | Fase final      | Al-Riffa              | Al-Muharraq      | Al Quwa Al Jawiya | Al-Naft         |
| Fase final      | Fase final      | ES Sétif              | MC Alger         | USM Alger         | Al-Merreikh     |
| Fase final      | Fase final      | Al-Ahly               | Zamalek          | Ismaily           | Al Ahly Tripoli |
| Fase final      | Fase final      | Espérance de Tunis    | Étoile du Sahel  | CS Sfaxien        | Al-Jaish        |
| Fase final      | Fase final      | Kuwait SC             | Qadsia SC        | Al-Ramtha SC      | Salam Zgharta   |
| Fase final      | Fase final      | Raja Casablanca       | Wydad Casablanca |                   |                 |
|                 |                 |                       |                  |                   |                 |
| Play-off        | Play-off        | Al-Ittihad Alexandria | ASAC Concorde    | FUS Rabat         | Club Africain   |
| Play-off        | Play-off        | Al-Salmiya            | Al-Faisaly       | Al-Nejmeh         |                 |
|                 |                 |                       |                  |                   |                 |
| Fase preliminar | Fase preliminar | Ngazi Sport           | ASAS Télécom     | Banadir           |                 |

## Fase de qualificação

### Fase premilinar
| Pos | Equipe       | Pts | J | V | E | D | GP | GC | SG | Classificado |   | ASA | Banadir | Ngazi Sport |
| --- | ------------ | --- | - | - | - | - | -- | -- | -- | ------------ | - | --- | ------- | ----------- |
| 1   | ASAS Télécom | 4   | 2 | 1 | 1 | 0 | 4  | 2  | +2 | Play-off     |   | —   | 1–1     | 3–1         |
| 2   | Banadir      | 4   | 2 | 1 | 1 | 0 | 4  | 3  | +1 |              |   | —   | —       | 3–2         |
| 3   | Ngazi Sport  | 0   | 2 | 0 | 0 | 2 | 3  | 6  | −3 |              | — | —   | —       |             |

### Play-off

#### Grupo A
| Pos | Equipe        | Pts | J | V | E | D | GP | GC | SG | Classificado |     | Al-Nejmeh | AFR | CON | ALF |
| --- | ------------- | --- | - | - | - | - | -- | -- | -- | ------------ | --- | --------- | --- | --- | --- |
| 1   | Al-Nejmeh     | 9   | 3 | 3 | 0 | 0 | 7  | 1  | +6 | Fase final   |     | —         | 1–0 | 4–0 | —   |
| 2   | Club Africain | 4   | 3 | 1 | 1 | 1 | 4  | 4  | 0  |              |     | —         | —   | –   | 2–2 |
| 3   | ASAC Concorde | 3   | 3 | 1 | 0 | 2 | 4  | 7  | −3 |              | —   | 1–2       | —   | –   |     |
| 4   | Al-Faisaly    | 1   | 3 | 0 | 1 | 2 | 4  | 7  | −3 |              | 1–2 | –         | 1–3 | —   |     |

#### Grupo B
| Pos | Equipe                | Pts | J | V | E | D | GP | GC | SG  | Classificado |     | ITT | FUS | ALS | ASA |
| --- | --------------------- | --- | - | - | - | - | -- | -- | --- | ------------ | --- | --- | --- | --- | --- |
| 1   | Al-Ittihad Alexandria | 7   | 3 | 2 | 1 | 0 | 14 | 1  | +13 | Fase final   |     | —   | 1–1 | –   | 8–0 |
| 2   | FUS Rabat             | 7   | 3 | 2 | 1 | 0 | 13 | 1  | +12 |              |     | —   | —   | 5–0 | —   |
| 3   | Al-Salmiya            | 3   | 3 | 1 | 0 | 2 | 4  | 10 | −6  |              | 0–5 | —   | —   | 4–0 |     |
| 4   | ASAS Télécom          | 0   | 3 | 0 | 0 | 3 | 0  | 19 | −19 |              | –   | 0–7 | —   | —   |     |

## Fase final

### Chaveamento
| Primeira rodada            | Primeira rodada | Primeira rodada | Primeira rodada |  |                     | Oitavas de final          | Oitavas de final | Oitavas de final | Oitavas de final |  |  | Quartas de final      | Quartas de final | Quartas de final | Quartas de final |  |  | Semifinais      | Semifinais | Semifinais | Semifinais |  |  | Final           | Final |
|                            |                 |                 |                 |  |                     |                           |                  |                  |                  |  |  |                       |                  |                  |                  |  |  |                 |            |            |            |  |  |                 |       |
| Al-Hilal                   | 1               | 1               | 2               |  |                     |                           |                  |                  |                  |  |  |                       |                  |                  |                  |  |  |                 |            |            |            |  |  |                 |       |
| Al-Shabab                  | 0               | 0               | 0               |  |                     | Al-Hilal                  | 4                | 2                | 6                |  |  |                       |                  |                  |                  |  |  |                 |            |            |            |  |  |                 |       |
| Al-Naft (gf)               | 1               | 2               | 3               |  | Al-Naft             | 0                         | 0                | 0                |                  |  |  |                       |                  |                  |                  |  |  |                 |            |            |            |  |  |                 |       |
| CS Sfaxien                 | 1               | 2               | 3               |  |                     |                           |                  |                  |                  |  |  | Al-Hilal              | 3                | 0                | 3                |  |  |                 |            |            |            |  |  |                 |       |
| Al-Ittihad Alexandria (gf) | 1               | 2               | 3               |  |                     |                           |                  |                  |                  |  |  | Al-Ittihad Alexandria | 0                | 0                | 0                |  |  |                 |            |            |            |  |  |                 |       |
| Espérance de Tunis         | 1               | 2               | 3               |  |                     | Al-Ittihad Alexandria (p) | 0                | 1                | 1(4)             |  |  |                       |                  |                  |                  |  |  |                 |            |            |            |  |  |                 |       |
| Zamalek (gf)               | 0               | 1               | 1               |  | Zamalek             | 1                         | 0                | 1(3)             |                  |  |  |                       |                  |                  |                  |  |  |                 |            |            |            |  |  |                 |       |
| Qadsia SC                  | 0               | 1               | 1               |  |                     |                           |                  |                  |                  |  |  |                       |                  |                  |                  |  |  | Al-Hilal (p)    | 1          | 0          | 1(3)       |  |  |                 |       |
| Al-Ahly                    | 0               | 4               | 4               |  |                     |                           |                  |                  |                  |  |  |                       |                  |                  |                  |  |  | Al-Ahli         | 0          | 1          | 1(2)       |  |  |                 |       |
| Al-Nejmeh                  | 0               | 1               | 1               |  |                     | Al-Ahly                   | 2                | 1                | 3                |  |  |                       |                  |                  |                  |  |  |                 |            |            |            |  |  |                 |       |
| Al-Ittihad                 | 1               | 0               | 1               |  | Al-Wasl (gf)        | 2                         | 1                | 3                |                  |  |  |                       |                  |                  |                  |  |  |                 |            |            |            |  |  |                 |       |
| Al-Wasl (gf)               | 1               | 0               | 1               |  |                     |                           |                  |                  |                  |  |  | Al-Wasl               | 2                | 1                | 3                |  |  |                 |            |            |            |  |  |                 |       |
| Al Ain                     | 1               | 1               | 2               |  |                     |                           |                  |                  |                  |  |  | Al-Ahli               | 2                | 2                | 4                |  |  |                 |            |            |            |  |  |                 |       |
| ES Sétif (gf)              | 2               | 0               | 2               |  |                     | ES Sétif                  | 0                | 1                | 1                |  |  |                       |                  |                  |                  |  |  |                 |            |            |            |  |  |                 |       |
| Al-Muharraq                | 0               | 0               | 0               |  | Al-Ahli             | 1                         | 1                | 2                |                  |  |  |                       |                  |                  |                  |  |  |                 |            |            |            |  |  |                 |       |
| Al-Ahli                    | 2               | 3               | 5               |  |                     |                           |                  |                  |                  |  |  |                       |                  |                  |                  |  |  |                 |            |            |            |  |  | Al-Hilal        | 1     |
| Ismaily (p)                | 2               | 0               | 2(4)            |  |                     |                           |                  |                  |                  |  |  |                       |                  |                  |                  |  |  |                 |            |            |            |  |  | Étoile du Sahel | 2     |
| Kuwait SC                  | 0               | 2               | 2(2)            |  |                     | Ismaily                   | 0                | 0                | 0(2)             |  |  |                       |                  |                  |                  |  |  |                 |            |            |            |  |  |                 |       |
| Salam Zgharta              | 1               | 1               | 2               |  | Raja Casablanca (p) | 0                         | 0                | 0(4)             |                  |  |  |                       |                  |                  |                  |  |  |                 |            |            |            |  |  |                 |       |
| Raja Casablanca            | 2               | 1               | 3               |  |                     |                           |                  |                  |                  |  |  | Raja Casablanca       | 0                | 1                | 1                |  |  |                 |            |            |            |  |  |                 |       |
| Wydad Casablanca (p)       | 1               | 1               | 2(4)            |  |                     |                           |                  |                  |                  |  |  | Étoile du Sahel       | 2                | 0                | 2                |  |  |                 |            |            |            |  |  |                 |       |
| Al Ahly Tripoli            | 1               | 1               | 2(2)            |  |                     | Wydad Casablanca          | 0                | 0                | 0                |  |  |                       |                  |                  |                  |  |  |                 |            |            |            |  |  |                 |       |
| Étoile du Sahel            | 3               | 3               | 6               |  | Étoile du Sahel     | 0                         | 1                | 1                |                  |  |  |                       |                  |                  |                  |  |  |                 |            |            |            |  |  |                 |       |
| Al-Ramtha SC               | 1               | 1               | 2               |  |                     |                           |                  |                  |                  |  |  |                       |                  |                  |                  |  |  | Étoile du Sahel | 1          | 0          | 1          |  |  |                 |       |
| Al-Jazira                  | 1               | 1               | 2               |  |                     |                           |                  |                  |                  |  |  |                       |                  |                  |                  |  |  | Al-Merreikh     | 0          | 0          | 0          |  |  |                 |       |
| Al-Nassr                   | 2               | 4               | 6               |  |                     | Al-Nassr                  | 0                | 1                | 1                |  |  |                       |                  |                  |                  |  |  |                 |            |            |            |  |  |                 |       |
| Al-Riffa                   | 1               | 0               | 0               |  | MC Alger            | 1                         | 2                | 3                |                  |  |  |                       |                  |                  |                  |  |  |                 |            |            |            |  |  |                 |       |
| MC Alger                   | 2               | 0               | 2               |  |                     |                           |                  |                  |                  |  |  | MC Alger              | 0                | 0                | 0                |  |  |                 |            |            |            |  |  |                 |       |
| Al-Jaish                   | 1               | 1               | 2               |  |                     |                           |                  |                  |                  |  |  | Al-Merreikh           | 0                | 3                | 3                |  |  |                 |            |            |            |  |  |                 |       |
| Al-Merreikh                | 3               | 1               | 4               |  |                     | Al-Merreikh               | 4                | 0                | 4                |  |  |                       |                  |                  |                  |  |  |                 |            |            |            |  |  |                 |       |
| Al Quwa Al Jawiya          | 0               | 0               | 0               |  | USM Alger           | 1                         | 2                | 3                |                  |  |  |                       |                  |                  |                  |  |  |                 |            |            |            |  |  |                 |       |
| USM Alger                  | 1               | 3               | 4               |  |                     |                           |                  |                  |                  |  |  |                       |                  |                  |                  |  |  |                 |            |            |            |  |  |                 |       |

### Final
A final foi disputada em 18 de abril de 2019 no Estádio Hazza bin Zayed, em Al Ain.
| 18 de abril de 2019 | Al-Hilal        | 1 – 2     | Étoile du Sahel            | Estádio Hazza bin Zayed, Al Ain                 |
| 17:50               | Gomis 64' (pen) | Relatório | Mothnani 20' · Aribi 90+1' | Público: 15 000 Árbitro: Mohammed Abdulla (EAU) |

## Premiação
| Liga dos Campeões Árabes de 2018–19  |
| Tunísia                              |
| ------------------------------------ |
| Étoile du Sahel Campeão (1.º título) |